# Selección de fútbol de Egipto
La selección de fútbol de Egipto es el equipo representativo del país en las competiciones oficiales. Es dirigida por la Asociación Egipcia de Fútbol, una de las fundadoras de la Confederación Africana de Fútbol.
Egipto ha sido uno de los pioneros del fútbol africano, al ser el primer representante de dicho continente en participar en una Copa Mundial de Fútbol (la de 1934).
Además de ser uno de los mejores equipos del continente, es la selección que más títulos ostenta de la Copa Africana de Naciones con un total de siete, el último de ellos conseguido en 2010. Entre 1958 y 1961 fue denominada selección de fútbol de la República Árabe Unida producto de su fusión con Siria; este nombre fue ocupado incluso hasta 1970, aún después de que Siria rechazara la unión.

## Historia
El primer equipo nacional de fútbol egipcio se constituyó en 1920 para competir en los Juegos Olímpicos de verano en Bélgica. El partido de apertura de su campaña fue una derrota contra los italianos. Egipto ha participado en tres Copas Mundiales de la FIFA y es el equipo más exitoso de la Copa Africana de Naciones, ganando la competencia siete veces, siendo la Copa Africana de Naciones 2010 la más reciente.

### Copa Mundial de la FIFA
Egipto se ha clasificado para la Copa Mundial de la FIFA tres veces: en 1934, 1990 y 2018. Egipto fue el primer país africano en clasificar para la Copa del Mundo y perdió ante Hungría por 4-2 en su primer y único partido en 1934. Solo anotaron un gol en la Copa Mundial de 1990, anotado por Magdi Abdelghani, para dar a los egipcios sus primeros puntos del torneo.
El 8 de octubre de 2017, luego de 28 años de ausencia, Egipto se clasificó de manera dramática para la Copa Mundial de la FIFA 2018, después de una victoria por 2-1 sobre el Congo. Los dos goles fueron anotados por Mohamed Salah con el segundo gol en un dramático penal de último minuto. Salah ahora ha marcado la mayor cantidad de goles en la ronda 3 de la Clasificación Mundial CAF 2018 con cinco goles.

## Uniforme

### Uniforme titular
| Primer uniforme | (Ver evolución) | Uniforme actual |

### Uniforme alternativo
| Primer uniforme | (Ver evolución) | Uniforme actual |

## Últimos partidos y próximos encuentros
Actualizado al último partido jugado el 2 de marzo de 2025
| Fecha      | Ciudad       | Local        | Resultado | Visitante     | Competición                            |
| ---------- | ------------ | ------------ | --------- | ------------- | -------------------------------------- |
| 22-03-2024 | El Cairo     | Egipto       | 1:0       | Nueva Zelanda | FIFA Series 2024                       |
| 26-03-2024 | El Cairo     | Egipto       | 2:4       | Croacia       | FIFA Series 2024                       |
| 06-06-2024 | El Cairo     | Egipto       | 2:1       | Burkina Faso  | Clasificación Copa Mundial 2026        |
| 10-06-2024 | Bisáu        | Guinea-Bisáu | 1:1       | Egipto        | Clasificación Copa Mundial 2026        |
| 06-09-2024 | El Cairo     | Egipto       | 3:0       | Cabo Verde    | Clasificación Copa Africana 2025       |
| 10-09-2024 | Francistown  | Botsuana     | 0:4       | Egipto        | Clasificación Copa Africana 2025       |
| 10-10-2024 | El Cairo     | Egipto       | 2:0       | Mauritania    | Clasificación Copa Africana 2025       |
| 15-10-2024 | Nuakchot     | Mauritania   | 0:1       | Egipto        | Clasificación Copa Africana 2025       |
| 15-11-2024 | Praia        | Cabo Verde   | 1:1       | Egipto        | Clasificación Copa Africana 2025       |
| 19-11-2024 | El Cairo     | Egipto       | 1:1       | Botsuana      | Clasificación Copa Africana 2025       |
| 02-03-2025 | Bloemfontein | Sudáfrica    | 1:1       | Egipto        | Clasificación Campeonato Africano 2025 |
| 08-03-2025 | Suez         | Egipto       | 1:3       | Sudáfrica     | Clasificación Campeonato Africano 2025 |
| 20-03-2025 | Casablanca   | Etiopía      | 0:2       | Egipto        | Clasificación Copa Mundial 2026        |
| 24-03-2025 | El Cairo     | Egipto       | 1:0       | Sierra Leona  | Clasificación Copa Mundial 2026        |

## Estadísticas

### Juegos Olímpicos
| Juegos Olímpicos                                                                                         | Juegos Olímpicos              | Juegos Olímpicos              | Juegos Olímpicos              | Juegos Olímpicos              | Juegos Olímpicos              | Juegos Olímpicos              | Juegos Olímpicos              |
| Año | Ronda                         | J                             | G                             | E                             | P                             | GF                            | GC                            |
| Como Reino de Egipto                                                                                     | Como Reino de Egipto          | Como Reino de Egipto          | Como Reino de Egipto          | Como Reino de Egipto          | Como Reino de Egipto          | Como Reino de Egipto          | Como Reino de Egipto          |
| --- | ----------------------------- | ----------------------------- | ----------------------------- | ----------------------------- | ----------------------------- | ----------------------------- | ----------------------------- |
| 1908 | No existía la selección       | No existía la selección       | No existía la selección       | No existía la selección       | No existía la selección       | No existía la selección       | No existía la selección       |
| 1912 | No existía la selección       | No existía la selección       | No existía la selección       | No existía la selección       | No existía la selección       | No existía la selección       | No existía la selección       |
| 1920 | Primera ronda                 | 1                             | 0                             | 0                             | 1                             | 1                             | 2                             |
| 1924 | Cuartos de final              | 2                             | 1                             | 0                             | 1                             | 3                             | 5                             |
| 1928 | Cuarto lugar                  | 4                             | 2                             | 0                             | 2                             | 12                            | 19                            |
| 1932 | No hubo competición de fútbol | No hubo competición de fútbol | No hubo competición de fútbol | No hubo competición de fútbol | No hubo competición de fútbol | No hubo competición de fútbol | No hubo competición de fútbol |
| 1936 | Primera ronda                 | 1                             | 0                             | 0                             | 1                             | 1                             | 3                             |
| 1948 | Primera ronda                 | 1                             | 0                             | 0                             | 1                             | 1                             | 3                             |
| Desde 1952 los Juegos Olímpicos los disputan selecciones amateurs, y a partir de 1992 selecciones sub-23 |                               |                               |                               |                               |                               |                               |                               |
| Total | 5/7                           | 9                             | 3                             | 0                             | 6                             | 18                            | 32                            |

### Copa Mundial de Fútbol
| Copa Mundial de Fútbol     | Copa Mundial de Fútbol | Copa Mundial de Fútbol | Copa Mundial de Fútbol | Copa Mundial de Fútbol | Copa Mundial de Fútbol | Copa Mundial de Fútbol | Copa Mundial de Fútbol |
| Año                        | Ronda                  | J                      | G                      | E                      | P                      | GF                     | GC                     |
| Como Reino de Egipto       | Como Reino de Egipto   | Como Reino de Egipto   | Como Reino de Egipto   | Como Reino de Egipto   | Como Reino de Egipto   | Como Reino de Egipto   | Como Reino de Egipto   |
| -------------------------- | ---------------------- | ---------------------- | ---------------------- | ---------------------- | ---------------------- | ---------------------- | ---------------------- |
| 1930                       | No participó           | No participó           | No participó           | No participó           | No participó           | No participó           | No participó           |
| 1934                       | Octavos de final       | 1                      | 0                      | 0                      | 1                      | 2                      | 4                      |
| 1938                       | Se retiró              | Se retiró              | Se retiró              | Se retiró              | Se retiró              | Se retiró              | Se retiró              |
| 1950                       | No participó           | No participó           | No participó           | No participó           | No participó           | No participó           | No participó           |
| 1954                       | No clasificó           | No clasificó           | No clasificó           | No clasificó           | No clasificó           | No clasificó           | No clasificó           |
| 1958                       | Se retiró              | Se retiró              | Se retiró              | Se retiró              | Se retiró              | Se retiró              | Se retiró              |
| Como República Árabe Unida |                        |                        |                        |                        |                        |                        |                        |
| 1962                       | Se retiró              | Se retiró              | Se retiró              | Se retiró              | Se retiró              | Se retiró              | Se retiró              |
| 1966                       | Se retiró              | Se retiró              | Se retiró              | Se retiró              | Se retiró              | Se retiró              | Se retiró              |
| 1970                       | No participó           | No participó           | No participó           | No participó           | No participó           | No participó           | No participó           |
| Como Egipto                |                        |                        |                        |                        |                        |                        |                        |
| 1974                       | No clasificó           | No clasificó           | No clasificó           | No clasificó           | No clasificó           | No clasificó           | No clasificó           |
| 1978                       | No clasificó           | No clasificó           | No clasificó           | No clasificó           | No clasificó           | No clasificó           | No clasificó           |
| 1982                       | No clasificó           | No clasificó           | No clasificó           | No clasificó           | No clasificó           | No clasificó           | No clasificó           |
| 1986                       | No clasificó           | No clasificó           | No clasificó           | No clasificó           | No clasificó           | No clasificó           | No clasificó           |
| 1990                       | Fase de grupos         | 3                      | 0                      | 2                      | 1                      | 1                      | 2                      |
| 1994                       | No clasificó           | No clasificó           | No clasificó           | No clasificó           | No clasificó           | No clasificó           | No clasificó           |
| 1998                       | No clasificó           | No clasificó           | No clasificó           | No clasificó           | No clasificó           | No clasificó           | No clasificó           |
| 2002                       | No clasificó           | No clasificó           | No clasificó           | No clasificó           | No clasificó           | No clasificó           | No clasificó           |
| 2006                       | No clasificó           | No clasificó           | No clasificó           | No clasificó           | No clasificó           | No clasificó           | No clasificó           |
| 2010                       | No clasificó           | No clasificó           | No clasificó           | No clasificó           | No clasificó           | No clasificó           | No clasificó           |
| 2014                       | No clasificó           | No clasificó           | No clasificó           | No clasificó           | No clasificó           | No clasificó           | No clasificó           |
| 2018                       | Fase de grupos         | 3                      | 0                      | 0                      | 3                      | 2                      | 6                      |
| 2022                       | No clasificó           | No clasificó           | No clasificó           | No clasificó           | No clasificó           | No clasificó           | No clasificó           |
| 2026                       | Por disputarse         | Por disputarse         | Por disputarse         | Por disputarse         | Por disputarse         | Por disputarse         | Por disputarse         |
| 2030                       | Por disputarse         | Por disputarse         | Por disputarse         | Por disputarse         | Por disputarse         | Por disputarse         | Por disputarse         |
| 2034                       | Por disputarse         | Por disputarse         | Por disputarse         | Por disputarse         | Por disputarse         | Por disputarse         | Por disputarse         |
| Total                      | 3/22                   | 7                      | 0                      | 2                      | 5                      | 5                      | 12                     |

### Copa FIFA Confederaciones
| Copa FIFA Confederaciones | Copa FIFA Confederaciones | Copa FIFA Confederaciones | Copa FIFA Confederaciones | Copa FIFA Confederaciones | Copa FIFA Confederaciones | Copa FIFA Confederaciones | Copa FIFA Confederaciones |
| Año                       | Ronda                     | J                         | G                         | E                         | P                         | GF                        | GC                        |
| ------------------------- | ------------------------- | ------------------------- | ------------------------- | ------------------------- | ------------------------- | ------------------------- | ------------------------- |
| 1992                      | No clasificó              | No clasificó              | No clasificó              | No clasificó              | No clasificó              | No clasificó              | No clasificó              |
| 1995                      | No clasificó              | No clasificó              | No clasificó              | No clasificó              | No clasificó              | No clasificó              | No clasificó              |
| 1997                      | No clasificó              | No clasificó              | No clasificó              | No clasificó              | No clasificó              | No clasificó              | No clasificó              |
| 1999                      | Fase de grupos            | 3                         | 0                         | 2                         | 1                         | 5                         | 9                         |
| 2001                      | No clasificó              | No clasificó              | No clasificó              | No clasificó              | No clasificó              | No clasificó              | No clasificó              |
| 2003                      | No clasificó              | No clasificó              | No clasificó              | No clasificó              | No clasificó              | No clasificó              | No clasificó              |
| 2005                      | No clasificó              | No clasificó              | No clasificó              | No clasificó              | No clasificó              | No clasificó              | No clasificó              |
| 2009                      | Fase de grupos            | 3                         | 1                         | 0                         | 2                         | 4                         | 7                         |
| 2013                      | No clasificó              | No clasificó              | No clasificó              | No clasificó              | No clasificó              | No clasificó              | No clasificó              |
| 2017                      | No clasificó              | No clasificó              | No clasificó              | No clasificó              | No clasificó              | No clasificó              | No clasificó              |
| Total                     | 2/10                      | 6                         | 1                         | 2                         | 3                         | 9                         | 16                        |

### Copa Africana de Naciones
| Copa Africana de Naciones  | Copa Africana de Naciones | Copa Africana de Naciones | Copa Africana de Naciones | Copa Africana de Naciones | Copa Africana de Naciones | Copa Africana de Naciones | Copa Africana de Naciones |
| Año                        | Ronda                     | J                         | G                         | E                         | P                         | GF                        | GC                        |
| Como Reino de Egipto       | Como Reino de Egipto      | Como Reino de Egipto      | Como Reino de Egipto      | Como Reino de Egipto      | Como Reino de Egipto      | Como Reino de Egipto      | Como Reino de Egipto      |
| -------------------------- | ------------------------- | ------------------------- | ------------------------- | ------------------------- | ------------------------- | ------------------------- | ------------------------- |
| 1957                       | Campeón                   | 2                         | 2                         | 0                         | 0                         | 6                         | 1                         |
| Como República Árabe Unida |                           |                           |                           |                           |                           |                           |                           |
| 1959                       | Campeón                   | 2                         | 2                         | 0                         | 0                         | 6                         | 1                         |
| 1962                       | Subcampeón                | 2                         | 1                         | 0                         | 1                         | 4                         | 5                         |
| 1963                       | Tercer lugar              | 3                         | 2                         | 1                         | 0                         | 11                        | 5                         |
| 1965                       | Se retiró                 | Se retiró                 | Se retiró                 | Se retiró                 | Se retiró                 | Se retiró                 | Se retiró                 |
| 1968                       | Se retiró                 | Se retiró                 | Se retiró                 | Se retiró                 | Se retiró                 | Se retiró                 | Se retiró                 |
| 1970                       | Tercer lugar              | 5                         | 3                         | 1                         | 1                         | 10                        | 5                         |
| 1972                       | No clasificó              | No clasificó              | No clasificó              | No clasificó              | No clasificó              | No clasificó              | No clasificó              |
| Como Egipto                |                           |                           |                           |                           |                           |                           |                           |
| 1974                       | Tercer lugar              | 5                         | 4                         | 0                         | 1                         | 13                        | 5                         |
| 1976                       | Cuarto lugar              | 6                         | 1                         | 2                         | 3                         | 9                         | 12                        |
| 1978                       | No clasificó              | No clasificó              | No clasificó              | No clasificó              | No clasificó              | No clasificó              | No clasificó              |
| 1980                       | Cuarto lugar              | 5                         | 2                         | 1                         | 2                         | 6                         | 7                         |
| 1982                       | Se retiró                 | Se retiró                 | Se retiró                 | Se retiró                 | Se retiró                 | Se retiró                 | Se retiró                 |
| 1984                       | Cuarto lugar              | 5                         | 2                         | 2                         | 1                         | 6                         | 6                         |
| 1986                       | Campeón                   | 5                         | 3                         | 1                         | 1                         | 5                         | 1                         |
| 1988                       | Fase de grupos            | 3                         | 1                         | 1                         | 1                         | 3                         | 1                         |
| 1990                       | Fase de grupos            | 3                         | 0                         | 0                         | 3                         | 1                         | 6                         |
| 1992                       | Fase de grupos            | 2                         | 0                         | 0                         | 2                         | 0                         | 2                         |
| 1994                       | Cuartos de final          | 3                         | 1                         | 1                         | 1                         | 4                         | 1                         |
| 1996                       | Cuartos de final          | 4                         | 2                         | 0                         | 2                         | 5                         | 6                         |
| 1998                       | Campeón                   | 6                         | 4                         | 1                         | 1                         | 10                        | 1                         |
| 2000                       | Cuartos de final          | 4                         | 3                         | 0                         | 1                         | 7                         | 3                         |
| 2002                       | Cuartos de final          | 4                         | 2                         | 0                         | 2                         | 3                         | 3                         |
| 2004                       | Fase de grupos            | 3                         | 1                         | 1                         | 1                         | 3                         | 3                         |
| 2006                       | Campeón                   | 6                         | 4                         | 2                         | 0                         | 12                        | 3                         |
| 2008                       | Campeón                   | 6                         | 5                         | 1                         | 0                         | 15                        | 5                         |
| 2010                       | Campeón                   | 6                         | 6                         | 0                         | 0                         | 15                        | 2                         |
| 2012                       | No clasificó              | No clasificó              | No clasificó              | No clasificó              | No clasificó              | No clasificó              | No clasificó              |
| 2013                       | No clasificó              | No clasificó              | No clasificó              | No clasificó              | No clasificó              | No clasificó              | No clasificó              |
| 2015                       | No clasificó              | No clasificó              | No clasificó              | No clasificó              | No clasificó              | No clasificó              | No clasificó              |
| 2017                       | Subcampeón                | 6                         | 3                         | 2                         | 1                         | 5                         | 3                         |
| 2019                       | Octavos de final          | 4                         | 3                         | 0                         | 1                         | 5                         | 1                         |
| 2021                       | Subcampeón                | 7                         | 3                         | 3                         | 1                         | 4                         | 2                         |
| 2023                       | Octavos de final          | 4                         | 0                         | 4                         | 0                         | 7                         | 7                         |
| 2025                       | Clasificado               | Clasificado               | Clasificado               | Clasificado               | Clasificado               | Clasificado               | Clasificado               |
| 2027                       | Por definir               | Por definir               | Por definir               | Por definir               | Por definir               | Por definir               | Por definir               |
| Total                      | 27/35                     | 109                       | 58                        | 24                        | 27                        | 169                       | 96                        |

### Copa de Naciones Afroasiáticas
| Copa de Naciones Afroasiáticas | Copa de Naciones Afroasiáticas | Copa de Naciones Afroasiáticas | Copa de Naciones Afroasiáticas | Copa de Naciones Afroasiáticas | Copa de Naciones Afroasiáticas | Copa de Naciones Afroasiáticas | Copa de Naciones Afroasiáticas |
| Año                            | Ronda                          | J                              | G                              | E                              | P                              | GF                             | GC                             |
| ------------------------------ | ------------------------------ | ------------------------------ | ------------------------------ | ------------------------------ | ------------------------------ | ------------------------------ | ------------------------------ |
| 1978                           | No clasificó                   | No clasificó                   | No clasificó                   | No clasificó                   | No clasificó                   | No clasificó                   | No clasificó                   |
| 1985                           | No clasificó                   | No clasificó                   | No clasificó                   | No clasificó                   | No clasificó                   | No clasificó                   | No clasificó                   |
| 1988                           | Subcampeón                     | 1                              | 0                              | 1                              | 0                              | 1                              | 1                              |
| 1991                           | No clasificó                   | No clasificó                   | No clasificó                   | No clasificó                   | No clasificó                   | No clasificó                   | No clasificó                   |
| 1993                           | No clasificó                   | No clasificó                   | No clasificó                   | No clasificó                   | No clasificó                   | No clasificó                   | No clasificó                   |
| 1995                           | No clasificó                   | No clasificó                   | No clasificó                   | No clasificó                   | No clasificó                   | No clasificó                   | No clasificó                   |
| 1997                           | No clasificó                   | No clasificó                   | No clasificó                   | No clasificó                   | No clasificó                   | No clasificó                   | No clasificó                   |
| 2007                           | Subcampeón                     | 1                              | 0                              | 0                              | 1                              | 1                              | 4                              |
| Total                          | 2/8                            | 2                              | 0                              | 1                              | 1                              | 2                              | 5                              |

## Selección Local

### Campeonato Africano de Naciones
| Campeonato Africano de Naciones | Campeonato Africano de Naciones | Campeonato Africano de Naciones | Campeonato Africano de Naciones | Campeonato Africano de Naciones | Campeonato Africano de Naciones | Campeonato Africano de Naciones | Campeonato Africano de Naciones |
| Año                             | Ronda                           | J                               | G                               | E                               | P                               | GF                              | GC                              |
| ------------------------------- | ------------------------------- | ------------------------------- | ------------------------------- | ------------------------------- | ------------------------------- | ------------------------------- | ------------------------------- |
| 2009                            | Se retiró                       | Se retiró                       | Se retiró                       | Se retiró                       | Se retiró                       | Se retiró                       | Se retiró                       |
| 2011                            | No participó                    | No participó                    | No participó                    | No participó                    | No participó                    | No participó                    | No participó                    |
| 2014                            | No participó                    | No participó                    | No participó                    | No participó                    | No participó                    | No participó                    | No participó                    |
| 2016                            | No participó                    | No participó                    | No participó                    | No participó                    | No participó                    | No participó                    | No participó                    |
| 2018                            | No clasificó                    | No clasificó                    | No clasificó                    | No clasificó                    | No clasificó                    | No clasificó                    | No clasificó                    |
| 2021                            | No participó                    | No participó                    | No participó                    | No participó                    | No participó                    | No participó                    | No participó                    |
| 2023                            | No participó                    | No participó                    | No participó                    | No participó                    | No participó                    | No participó                    | No participó                    |
| 2025                            | No clasificó                    | No clasificó                    | No clasificó                    | No clasificó                    | No clasificó                    | No clasificó                    | No clasificó                    |
| Total                           | 0/8                             | -                               | -                               | -                               | -                               | -                               | -                               |

### Copa de Naciones Árabe
| Copa de Naciones Árabe | Copa de Naciones Árabe | Copa de Naciones Árabe | Copa de Naciones Árabe | Copa de Naciones Árabe | Copa de Naciones Árabe | Copa de Naciones Árabe | Copa de Naciones Árabe |
| Año                    | Ronda                  | J                      | G                      | E                      | P                      | GF                     | GC                     |
| ---------------------- | ---------------------- | ---------------------- | ---------------------- | ---------------------- | ---------------------- | ---------------------- | ---------------------- |
| 1963                   | No participó           | No participó           | No participó           | No participó           | No participó           | No participó           | No participó           |
| 1964                   | No participó           | No participó           | No participó           | No participó           | No participó           | No participó           | No participó           |
| 1966                   | No participó           | No participó           | No participó           | No participó           | No participó           | No participó           | No participó           |
| 1985                   | No participó           | No participó           | No participó           | No participó           | No participó           | No participó           | No participó           |
| 1988                   | Tercer lugar           | 6                      | 3                      | 2                      | 1                      | 6                      | 0                      |
| 1992                   | Campeón                | 4                      | 3                      | 1                      | 0                      | 5                      | 3                      |
| 1998                   | Fase de grupos         | 2                      | 1                      | 0                      | 1                      | 3                      | 5                      |
| 2002                   | No participó           | No participó           | No participó           | No participó           | No participó           | No participó           | No participó           |
| 2009                   | Cancelado              | Cancelado              | Cancelado              | Cancelado              | Cancelado              | Cancelado              | Cancelado              |
| 2012                   | Fase de grupos         | 3                      | 0                      | 2                      | 1                      | 3                      | 4                      |
| Copa Árabe de la FIFA  |                        |                        |                        |                        |                        |                        |                        |
| 2021                   | Cuarto lugar           | 6                      | 3                      | 2                      | 1                      | 10                     | 2                      |
| Total                  | 5/11                   | 21                     | 10                     | 7                      | 4                      | 27                     | 14                     |

## Entrenadores
- Hussein Hegazi (1920–24)
- James McCrae (1934–36)
- Tewfik Abdullah (1940–44)
- Eric Keen (1947–48)
- Edward Jones (1949–52)
- Comité Nacional (1953–54)
- Ljubiša Broćić (1954–55)
- Mourad Fahmy (1955–57)
- Mohamed El Gendy & Hanafy Bastan (1958)
- Pál Titkos (1959–61)
- Mohamed El Gendy & Hanafy Bastan (1962)
- Fouad Ahmed Sedki (1963)
- Andrija Pflander (1963–64)
- Andrija Kovač (1965)
- Saleh El Wahsh & Kamal El Sabagh (1969–70)
- Dettmar Cramer (1971–74)
- Burkhard Pape (1974–77)[1]
- Dušan Nenković (1977–78)
- Taha Ismail (1978)
- Bundzsák Dezso (1979)
- Fouad Ahmed Sedki (1980)
- Abdel Monem El Hajj (1980)
- Hamada El Sharqawy (1980)
- Karl-Heinz Heddergott (1982–84)
- Saleh El Wahsh (1984)
- Mike Smith (1985–88)
- Mahmoud El Gohary (1988–90)
- Dietrich Weise (1991)
- Mahmoud Saad (1992)
- Mircea Rădulescu (1993–94)
- Taha Ismail (1994)
- Nol de Ruiter (1994)
- Mohsen Saleh (1995)
- Ruud Krol (1996)
- Faruk Gaafar (1996–1997)
- Mahmoud El-Gohary (1997–99)
- Gerard Gili (1999–00)
- Mahmoud El-Gohary (2000–02)
- Mohsen Saleh (2002–04)
- Marco Tardelli (2004–05)
- Hassan Shehata (2005–11)
- Bob Bradley (2011–13)
- Shawky Gharib (2013–14)
- Héctor Cúper (2015–18)
- Javier Aguirre (2018–19)
- Hossam El Badry (2019-21)
- Carlos Queiroz  (2021-22)
- Ehab Galal (2022)
- Rui Vitória (2022-24)
- Hossam Hassan (2024-)

Fuente: Egyptian National Team Coaches

## Jugadores

### Última convocatoria
Los siguientes jugadores fueron convocados para los partidos ante Etiopía y Sierra Leona en marzo de 2025.
| No. | Pos. | Jugador              | Fecha de nacimiento (edad)         | Apa. | Goles | Club                   |
| --- | ---- | -------------------- | ---------------------------------- | ---- | ----- | ---------------------- |
| 1   | POR  | Mohamed El Shenawy   | 18 de diciembre de 1988 (36 años)  | 63   | 0     | Al-Ahly                |
| 16  | POR  | Mohamed Awad         | 6 de julio de 1992 (32 años)       | 4    | 0     | Zamalek                |
| 23  | POR  | Mostafa Shobeir      | 17 de marzo de 2000 (25 años)      | 1    | 0     | Al-Ahly                |
|     | POR  | Abdelaziz El Balouti | 8 de enero de 1994 (31 años)       | 0    | 0     | National Bank of Egypt |
|     |      |                      |                                    |      |       |                        |
| 2   | DEF  | Khaled Sobhi         | 4 de mayo de 1995 (30 años)        | 3    | 0     | Al-Masry               |
| 3   | DEF  | Mohamed Hany         | 25 de enero de 1996 (29 años)      | 25   | 0     | Al-Ahly                |
| 4   | DEF  | Hossam Abdelmaguid   | 30 de abril de 2001 (24 años)      | 2    | 0     | Zamalek                |
| 5   | DEF  | Ramy Rabia           | 20 de mayo de 1993 (32 años)       | 32   | 5     | Al-Ahly                |
| 6   | DEF  | Mohamed Abdelmonem   | 1 de febrero de 1999 (26 años)     | 33   | 3     | Nice                   |
| 12  | DEF  | Ahmed Eid            | 2 de julio de 2001 (23 años)       | 3    | 0     | Al-Masry               |
|     |      |                      |                                    |      |       |                        |
| 7   | MED  | Trézéguet            | 1 de octubre de 1994 (30 años)     | 82   | 22    | Al-Ahly                |
| 8   | MED  | Mahmoud Saber        | 30 de julio de 2001 (23 años)      | 4    | 0     | Smouha SC              |
| 13  | MED  | Mohamed Shehata      | 8 de febrero de 2001 (24 años)     | 4    | 0     | Zamalek                |
| 14  | MED  | Hamdy Fathy          | 29 de septiembre de 1994 (30 años) | 49   | 3     | Al-Wakrah              |
| 15  | MED  | Ahmed Nabil Koka     | 4 de julio de 2001 (23 años)       | 7    | 0     | Al-Ahly                |
| 17  | MED  | Donga                | 6 de abril de 1996 (29 años)       | 9    | 0     | Zamalek                |
| 18  | MED  | Mostafa Fathi        | 12 de mayo de 1994 (31 años)       | 35   | 3     | Pyramids               |
| 19  | MED  | Marwan Attia         | 12 de agosto de 1998 (26 años)     | 21   | 0     | Al-Ahly                |
| 21  | MED  | Zizo                 | 10 de enero de 1996 (29 años)      | 47   | 4     | Zamalek                |
|     |      |                      |                                    |      |       |                        |
| 9   | DEL  | Osama Faisal         | 1 de enero de 2001 (24 años)       | 9    | 0     | National Bank of Egypt |
| 10  | DEL  | Mohamed Salah        | 15 de junio de 1992 (33 años)      | 105  | 60    | Liverpool              |
| 11  | DEL  | Mostafa Mohamed      | 28 de noviembre de 1997 (27 años)  | 47   | 13    | Nantes                 |
| 20  | DEL  | Ibrahim Adel         | 23 de abril de 2001 (24 años)      | 13   | 2     | Pyramids               |
| 22  | DEL  | Omar Marmoush        | 7 de abril de 1999 (26 años)       | 37   | 6     | Manchester City        |

### Máximas presencias

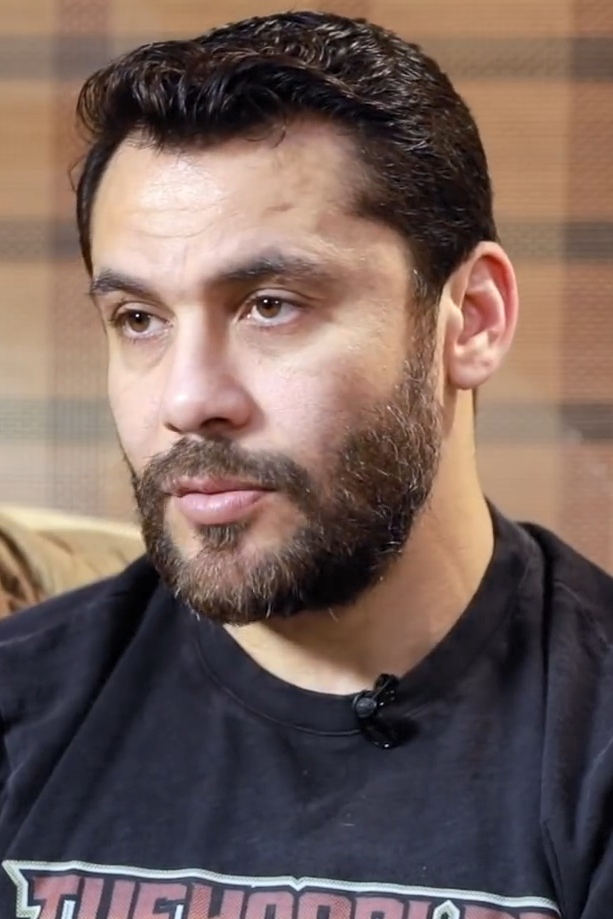
Ahmed Hassan es el jugador con más partidos internacionales de Egipto.

- Actualizado en junio de 2023

| #  | Jugador              | Periodo   | Partidos | Goles |
| -- | -------------------- | --------- | -------- | ----- |
| 1  | Ahmed Hassan         | 1995-2012 | 184      | 33    |
| 2  | Hossam Hassan        | 1985-2006 | 176      | 68    |
| 3  | Essam El-Hadary      | 1996-2018 | 159      | 0     |
| 4  | Ahmed Fathy          | 2002-2021 | 136      | 3     |
| 5  | Ibrahim Hassan       | 1988-2002 | 131      | 14    |
| 6  | Hany Ramzy           | 1988-2003 | 123      | 3     |
| 7  | Wael Gomaa           | 2001-2014 | 117      | 1     |
| 8  | Ahmed El-Kass        | 1987-1997 | 112      | 25    |
| 9  | Abdel-Zaher El-Saqua | 1997-2010 | 112      | 4     |
| 10 | Rabie Yassin         | 1982-1991 | 109      | 0     |

### Máximos goleadores
- Actualizado en Noviembre de 2023

| #  | Jugador           | Periodo   | Goles. | PJ  | Promedio |
| -- | ----------------- | --------- | ------ | --- | -------- |
| 1  | Hossam Hassan     | 1985-2006 | 68     | 176 | 0.39     |
| 2  | Mohamed Salah     | 2011-Act. | 55     | 93  | 0.60     |
| 3  | Hassan El Shazly  | 1961-1975 | 42     | 62  | 0.68     |
| 4  | Mohamed Aboutrika | 2001-2013 | 38     | 100 | 0.38     |
| 5  | Ahmed Hassan      | 1995-2012 | 33     | 184 | 0.18     |
| 6  | Amr Zaki          | 2004-2013 | 33     | 63  | 0.48     |
| 7  | Emad Moteab       | 2004-2012 | 28     | 70  | 0.40     |
| 8  | Ahmed El Kass     | 1987-1997 | 25     | 112 | 0.22     |
| 9  | Mahmoud El Khatib | 1974-1986 | 24     | 54  | 0.44     |
| 10 | Gamal Abdel Hamid | 1979-1993 | 24     | 79  | 0.30     |

## Palmarés

### Selección absoluta
| Competición                    |                                               |                       |                       |                       |
| Competición                    | Campeón                                       | Segundo lugar         | Tercer lugar          | Cuarto lugar          |
| ------------------------------ | --------------------------------------------- | --------------------- | --------------------- | --------------------- |
| Copa Africana de Naciones      | 7 (1957, 1959, 1986, 1998, 2006, 2008 y 2010) | 3 (1962, 2017 y 2021) | 3 (1963, 1970 y 1974) | 3 (1976, 1980 y 1984) |
| Copa de Naciones Afroasiáticas | –                                             | 2 (1988 y 2007)       | –                     | –                     |
| Copa de Naciones Árabe         | 1 (1992)                                      | –                     | 1 (1998)              | –                     |
| Total                          | 8 títulos                                     | Selección absoluta    | Selección absoluta    | Selección absoluta    |

### Torneos amistosos
- Juegos Panarábicos (4): 1953, 1965, 1992 y 2007.
- Juegos Panafricanos (1): 1987.
- Juegos Mediterráneos (1): 1955.
- Copa Palestina de Naciones (2): 1972 y 1975.
- Copa LG (1): 2006.
- Copa de Corea (1): 1993.

### Selección juvenil
- Copa Africana de Naciones Sub-20 (4): 1981, 1991, 2003 y 2013.
- Juegos Panafricanos (1): 1995.

### Selección Pre-juvenil
- Copa Africana de Naciones Sub-17 (1): 1997.